# Rhododendron welleslyanum
Rhododendron welleslyanum är en ljungväxtart som beskrevs av Waterer och Alfred Rehder. Rhododendron welleslyanum ingår i släktet rododendron, och familjen ljungväxter. Inga underarter finns listade i Catalogue of Life.